# Luciano Conati
Luciano Conati, né le 17 mars 1950 à Marano di Valpolicella et mort le 6 février 2016 à Vérone, est un coureur cycliste italien.

## Biographie
Professionnel de 1973 à 1979, il a gagné une étape du Tour d'Italie en 1976, la seule victoire de sa carrière.

## Palmarès
- 1973
  - 10e du Tour de Suisse
- 1975
  - Prologue du Tour méditerranéen (contre-la-montre par équipes)
- 1976
  - 20e étape du Tour d'Italie

## Résultats sur les grands tours

### Tour d'Italie
7 participations
- 1973 : 25e
- 1974 : 26e
- 1975 : 21e
- 1976 : abandon, vainqueur de la 20e étape
- 1977 : 41e
- 1978 : 46e
- 1979 : abandon (18e étape)

### Tour de France
1 participation
- 1976 : 37e